# Nephthea pyramidalis
Nephthea pyramidalis är en korallart som först beskrevs av Kükenthal 1895.  Nephthea pyramidalis ingår i släktet Nephthea och familjen Nephtheidae. Inga underarter finns listade i Catalogue of Life.